# Роси, Квази
Квази Роси — бангладешская поэтесса, депутат парламента. Она известна своими произведениями Pothghat Manusher Naam и Amar Piraner Kono Map Nei.

## Ранние годы
Роси родилась 1 января 1949 года в округе Саткхира тогдашнего Восточного Пакистана. Её отцом был Квази Шахидул Ислам. Она получила степень бакалавра и магистра бенгальской литературы в Университете Дакки.

## Карьера
Роси начала свою карьеру, поступив на государственную службу, и в 2007 году вышла на пенсию с должности сотрудника отдела информации для прессы. Она была избрана в парламент из зарезервированных мест (место № 41) для женщин после 10-х парламентских выборов в Бангладеш, состоявшихся 5 января 2014 года. Она получила литературную премию Академии Бангла в 2018 году за вклад в поэзию и Экушей Падак в 2021 году за вклад в язык и литературу.

## Личная жизнь и смерть
В 2013 году Роси дала показания в качестве четвёртого свидетеля против осуждённого военного преступника и бывшего лидера Джамаата Абдула Кадера Муллы, представшего перед судом по обвинению в преступлениях против человечности в Трибунале по международным преступлениям.
После положительного результата теста на COVID-19 30 января 2022 года Роси была госпитализирована в больницу Square. 
Скончалась 20 февраля 2022 года в возрасте 73 лет после инсульта в Дакке.